# فرانسيس ماري ماكونيل- ميلز

## فرانسيس ماكونيل- ميلز
كانت فرانسيس ماري ماكونيل- ميلز (9 يوليو 1900- 28 ديسمبر 1975) إخصائية أمريكية بعلم السموم. وكانت أول امرأة تم تعيينها كإخصائية لعلم السموم في مدينة دنفر، وأول إخصائية لهذا العمل في جبال روكي، ومن المحتمل أنها أول طبيبة شرعية في الولايات المتحدة الأمريكية.
وفيما يتعلق بتربيتها ودراستها؛ فقد نشأت وترعرعت في ولاية كولورادو، وأصبحت مدرسة في المدرسة الثانوية عقب دراستها الكيمياء. والتحقت فيما بعد بكلية الطب في جامعة كولورادو دنفر، وتخرجت منها في عام 1925. تخصصت فرانسيس في كلا من مجالات علم السموم والطب الشرعي، الأمر الذي أدى إلى جعلها تُدلي بشهادتها في العديد من القضايا الجنائية رفيعة المستوى طوال حياتها المهنية. وبالإضافة إلى عملها كإخصائية في علم السموم بمدينة دنفر، فقد شغلت عدة مناصب في العديد من المستشفيات والمجالس الإدارية. وبعد صراعٍ مع المشاكل الصحية التي استمرت طوال حياتها، ومن بين تلك المشاكل أمراض القلب الروماتيزمية وبتر الساق، توفيت ماكونيل في عام 1975. كما دخلت بعد وفاتها قاعة مشاهير ولاية كولورادو الخاصة بالنساء [الإنجليزية].

## النشأة
أنجب ماكونيل ميلز ابنته فرانسيس ماري ماكونيل في عام 1900 في بلدة مونومنت، كولورادو. أما بالنسبة لمهنة والدها، فكان كطبيبًا وصيدلانيًا، وعادًة ما كان يصطحب فرانسيس معه عند القيام بالزيارات المنزلية للمرضى. أُرسِلَت فرانسيس للعيش مع عمتها وجدها لذا فقد تمكنت من حضور مدرسة كولورادو سبرينجز الثانوية؛ وتخرجت في سن الخامسة عشر وحصلت على منحة دراسية كاملة لجامعة دنفر. كما حصلت على شهادة البكالوريوس [الإنجليزية] من الجامعة في عام 1918، حيث كانت تبلغ من العمر سبعة عشر عامًا، وتخرجت مرًة أخرى بدرجة الماجستير [الإنجليزية] في الكيمياء عند سن التاسعة عشر، الأمر الذي جعلها أصغر خريجة جامعية بدرجة الماجستير في ذلك الوقت. في عام 1919، بدأت العمل كمدرسة لعلم الكيمياء والأحياء والهندسة وحساب المثلثات في مدرسة إنجلوود الثانوية.
تقدمت ماكونيل إلى كلية الطب في جامعة كولورادو في عام 1920، وتم قبولها. وبالرغم من أن والدها قد دفع سابقًا التكاليف الدراسية لسبعة عشر رجلا من الطلاب للدراسة في كلية الطب، إلا أنه رفض دفع الرسوم الدراسية لفرانسيس لإنه يرى من وجهة نظره أن الطب «صعبًا للغاية بالنسبة لحياة المرأة». لذا فقد ساندت فرانسيس نفسها لدراسة الطب من خلال العمل كموسيقية في الحانات والمسارح المحلية، كما عملت أيضًا كمدرسة ومساعدة في المختبرات. وفي شهر نوفمبر لعام 1925، تزوجت فرانسيس من دايفيد أل ميلز، وكان يمتهن المحاماة، وأنجبت منه بنتًا بعد زواجهما بعام واحد. وبالرغم من ربط ماكونيل اسم فرانسيس باسم ماكونيل ميلز، إلا أن فرانسيس استمرت في استخدام اسمها قبل الزواج لحياتها المهنية تجنبًا للفت الاهتمام إلى أطفالها.

## المهنة

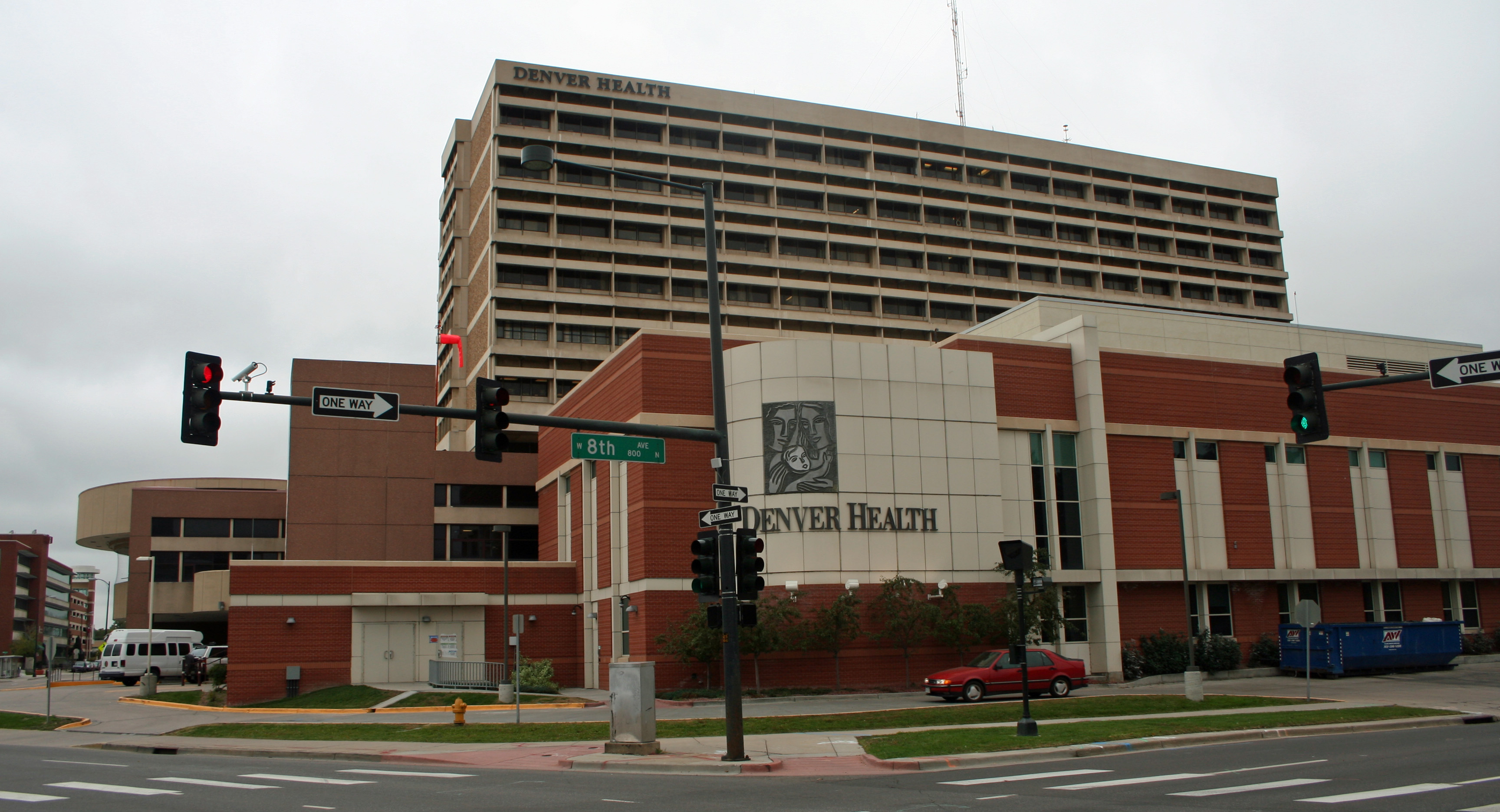

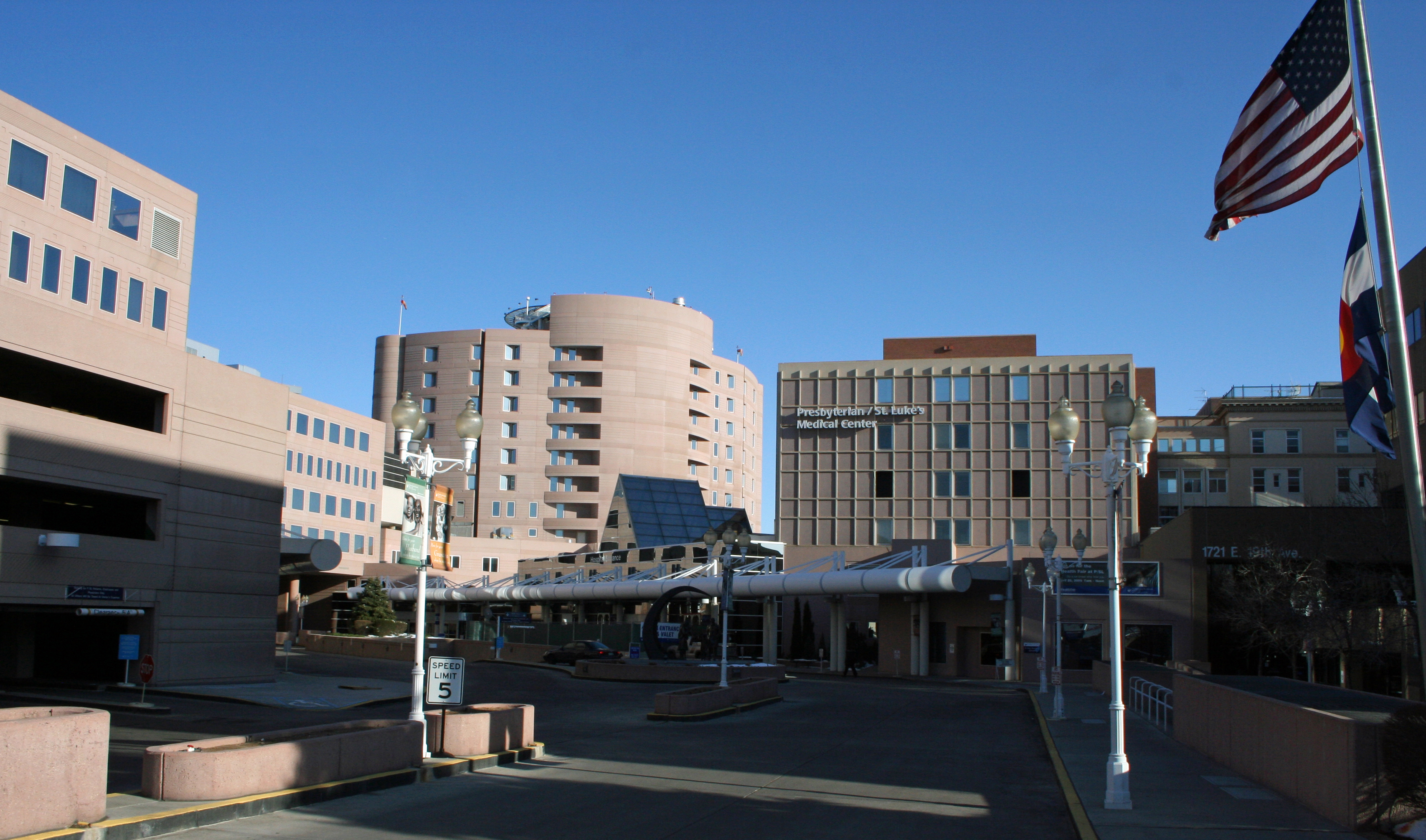
مركز صحة دنفر الطبي (سابقًا، مستشفى دنفر العامة، أعلى)، الكنسية المشيخية: مركز سانت لوك الطبي (سابقًا، مستشفى سانت لوك، أسفل) حيث عملت ماكنيل لأوقات من حياتها المهنية.

تخرجت ماكونيل من جامعة كولورادو كدكتورة في الطب في عام 1925، وأكملت فترة تدريب في مستشفى دنفر العامة [الإنجليزية]، وبعد ذلك شغلت منصبًا كإخصائية في علم السموم في دوائر محققو الوفيات في المستشفى ذاتها، مما يجعلها أول إخصائية أنثى في علم السموم في منطقة جبال روكي. وتم تعيينها كإخصائية سموم في مدينة دنفر في عام 1926، وأصبحت مساعدة طبيب شرعي في عام 1927، وعملت بجانب نائب محقق الوفيات جورج بوستويك وطبيب المدينة الشرعي دبليو إس دنيس. وتعيينها كإخصائية سموم المدينة جعلها أول امرأة تشغل هذا المنصب.
تركز عمل ماكونيل بصفة أساسية على تحليل السموم والدم، وأدلت بشهادتها في العديد من القضائا الجنائية كشاهد خبير. غالبًا ما ينطوي عملها على تحديد سبب الوفاة عندما يُشتبه في التسمم كسببًا للوفاة. وفي عام 1930، حققت في وفاة فتاة تبلغ من العمر عشر سنوات من مدينة دنفر، وأحيلت القضية في ذلك الوقت ووصفت بأنها «أشهر وأكثر قضية قتل مثيرة للجدل». ورغم اشتباه ماكونيل في البداية بأن الفتاة قد تسممت، إلا إنها اكتشف الزجاج المجروش في معدة الفتاه وفي بُقع الدم الموجودة في سيارة عائلة الفتاة وأدت شهادتها إلى الحكم على زوجة أبيها بتهمة القتل. وفي عام 1936، شهدت فرانسيس ضد مغتصب وقاتل مشتبه به جو أريدي بعد العثور على ألياف من غطاء السرير في مسرح جريمة القتل تحت أطافر المشتبه به. (وعلى الرغم من إدانة أريدي بجريمة قتل، وإعدامه في عام 1939، إلا أنه مُنِحَ قرارًا بالعفو بعد وفاته في عام 2011. اكتشفت ماكونيل أيضًا أن ضحية جريمة القتل جورج أوبنديفور تم قتله بجرعة قاتلة من الزرنيخ، وأدى اكتشافها إلى مزيد من التحقيقات تؤكد أن آنا ماري هان قد قتلت أوبنديفور بالإضافة إلى رجال آخرين بالطريقة ذاتها. وشهدت ماكونيل في محاكمة هان في مدينة سينسيناتي، وتم بعدها إدانة هان وإعدامها. بعد استدعاء ماكونيل إلى مدينة راتون، نيو مكسيكو كشاهدة أساسية في محاكمة خاصة بجريمة قتل في عام 1935، كتب مراسل المحكمة لراتون رايدج (Raton Range) أن ماكونيل «قد اكتسبت سمعة وطنية... في عملها لتحليل الدم». بالإضافة إلى ذلك، من المعتقد أنها أول طبيبة شرعية في الولايات المتحدة. وأبقت ماكونيل حياتها خاصة على قدر الإمكان، ولم تجري أي مقابلات على الإطلاق خلال حياتها المهنية، على الرغم من عملها على العديد من القضايا رفيعة المستوى وواسعة النطاق.
أما خارج نطاق عملها كإخصايئة في عام السموم، فقد عملت ماكونيل في مجال المختبرات أيضًا بشكل واسع. وفي الثلاثينيات والأربعينيات، أجرت ماكونيل بحثًا شخصيًا حول المناعة السلبية، وطورت عدة أمصال للحمى القرمزية وشلل الأطفال ونزلات البرد وحب الشباب ليستخدم أفراد العائلة تلك الأمصال. وبينما كانت تعمل مع طبيب الانف والأذن والحنجرة هاري باوم، اخترعت غسولا للشعر والذي أطلق عليه باوم اسم «نورين» وتم إنتاجه حتى التسعينيات. وفي عام 1941، تم تعيينها مديرة قسم المختبرات لهيئة ولاية كلورادو للصحة، وأسست فيما بعد كلية التقنيين الطبية التابعة لمستشفى دنفر العامة من أجل تدريب عمال جدد وخاصة النساء. وسجلت في برنامج تدريب متقدم في علم الأمصال في جامعة ميشيغان في عام 1941، وشرعت في دراسة الأمراض الجراحية [الإنجليزية] في مستشفى مقاطعة كوك [الإنجليزية] في شيكاغو في عام 1943. واستقالت فرانسيس عقب فترة ولايتها في مقاطعة كوك من هيئة الصحة وقبلت أن تعمل في مستشفى سانت لوك [الإنجليزية] في مدينة دنفر باعتبارها مديرة المختبر في المستشفى وأيضًا كطبيبة شرعية. بيدَ أن المرض أرغمها على ترك مستشفى سانت لوك في عام 1944، ولكنها عادت للعمل في مستشفى دنفر العامة كمديرة لمختبر المستشفى بعد استردادها عافيتها. وواصلت العمل على القضايا الجنائية بين أعمالها الأخرى حتى عام 1948.
أما في التسعينيات، انضمت ماكونيل إلى فلورينس آر سابين وهي طبيبة وناشطة في مجال الصحة العامة لخلق فحصٍ بالنيابة عن مجلس ولاية كلورادو للعلوم الأساسية وذلك لمنح الرخص للمتقدمين الذين يرغبون في ممارسة العلوم الصحية. وتم تعيين ماكونيل في مجلس الولاية في عام 1956، مما جعلها الأنثى الوحيدة من ضمن الأعضاء، واستمرت في العمل حتى عام 1975.

## المشاكل الصحية والوفاة
تصارعت ماكونيل مع المشاكل الصحية طوال حياتها، بعد الإصابة بمرض الحمى الروماتيزمية في سن العشرين والتي تطورت بعد ذلك لأمراض القلب الروماتيزمية. وفي عام 1944، أصيبت بالتهاب الزائدة الدودية والتي تطلبت عملية استئصال طارئة؛ وتطور الوضع وأصيبت فرانسيس بخثار وريدي عميق في ساقها اليمنى بعد الجراحة وبعدها بُترت ساقها من فوق الركبة. وقُدِّمت لها ساق اصطناعية والتي كانت تُسمى «ماتيلدا»، ولكنها أصبحت قعيدة على كرسي متحرك فيما بعد.
عقب وفاة زوجها في عام 1967، عاشت ماكونيل بمفردها. واستمرت في العمل حتى آخر أسبوعين من حياتها. ومن الجدير بالذكر أنها شغلت أدوارًا مختلفة في مجلس العلوم الأساسية، كما لعبت دورًا في ممارسة علاج الحساسية وشغلت منصب مستشار لمركز دنفر للسموم. وتوفيت فرانسيس في شهر ديسمبر لعام 1975، في مستشفى سانت لوقا في دنفر، في سن الخامسة والسبعين.

## الإرث
حازت فرانسيس قبل وفاتها بعام، في ديسمبر 1974، على جائزة من كلية الطب من جامعة كولورادو والتي اعترفت بها كخريجة من الكلية تبلغ خمسين عامًا، واعتبرتها أيضًا واحدة من بين امرأتان فقط من كلورادو في ذلك الوقت قد مارسا مهنة الطب لمدة خمسين عامًا.
دخلت فرانسيس قاعة مشاهير كلورادو الخاصة بالنساء [الإنجليزية] في عام 1996. وفي عام 1999، نشرت ابنتها جين فارنيل كتابًا بعنوان ويمن أوف كونسكوينس (نساء ذا ظروف خاصة): قاعة كلورادو للشهرة الخاصة بالنساء والذي يحتوي على السير الذاتية لماكونيل وثمانية وخمسين عضوًا من النساء في قاعة المشاهير. وبدأ هذا المشروع عندما قررت فارنيل كتابة سيرة والدتها الذاتية، ولكن حثها محرر الكتاب بالقيام بالأمر ذاته في نفس الوقت مع جميع النساء البالغ عددهم تسعة وخمسون في قاعة المشاهير، وجمع تلك السيِّر في كتابٍ واحد.

### الأعمال المستَشهَد بها
فارنيل، جين، (1999). ويمن أوف كونسكوينس (نساء ذا ظروف خاصة): قاعة مشاهير كلورادو الخاصة بالنسا ء.
كتب جونسون. الرقم الدولي المعياري للكتاب 9781555662141.